# Paddleboarding

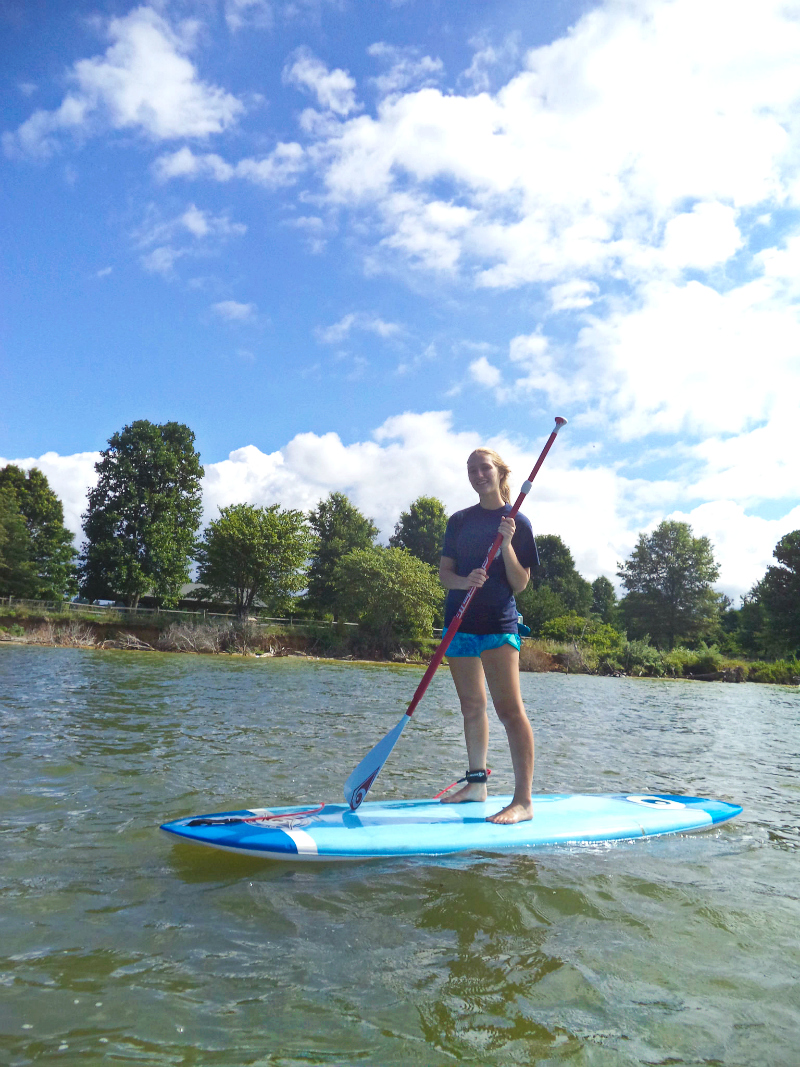
Paddleboarding

Paddleboarding je vodní sport, při kterém jezdec na prkně podobném surfovému longboardu používá k pohybu vpřed dlouhého pádla. Rovněž je někdy zkráceně nazýván SUP (Stand Up Paddle = pádlování ve stoje).
Paddleboarding je sportem, při kterém člověk rovnoměrně zapojuje celé tělo, zlepší smysl pro rovnováhu a fyzickou kondici.[zdroj⁠?!] Podle lékařských studií při pádlování dochází k zapojení velké skupiny svalů od lýtkových na nohou, přes zádové a šikmé břišní, až po všechny svaly na rukou.[zdroj⁠?!] Navíc se jedná o aerobní sport.[zdroj⁠?!]
Paddleboardingoví nadšenci se člení do několika skupin a to:
- Jezdci, kteří vyznávají fitness jízdu po jezerech, rybnících, řekách i mořích a vyhledávají tedy spíše netekoucí klidné vody.
- Jezdci, kteří vyznávají jízdu ve vlnách. Výhodou paddleboardu je, že pro svezení stačí jezdci menší vlna než na klasickém surfovém prkně. Rovněž na místo, kde se vlny lámou, je snazší se dostat a stejně tak chytit vlnu je pro začátečníka na paddleboardu jednodušší, díky pádlu, které má pochopitelně větší záběr, než dlaň.
- Jezdci, kteří jsou jako doma na horních tocích řek, kde překonávají peřeje a jiné přírodní nástrahy. Rozvoj této disciplíny je spojen především s vývojem velmi odolných nafukovacích prken, které snesou to nejhorší zacházení.
- Jezdci, kteří provozují rychlostní paddleboarding na velmi úzkých a dlouhých prknech. Tato prkna jsou sice velice vratká, avšak dosahují výrazně větších rychlostí. Výjimkou nejsou ani závody na několik desítek kilometrů.

## Historie
Historie paddleboardingu začíná kolem roku 1960, kdy surfaři z Havaje pádlovali na svých longboardech s fotoaparáty na místa, kde se turisté učili surfovat, a fotografovali je při jejich počínání. Pádlovat na surfovém prkně však již napadlo domorodce z Velikonočních ostrovů o mnoho let dříve. Hlavní odlišností novodobého paddleboardingu je ta, že jezdci už nevyhledávají jen vlny, ale prkna používají i na řekách a jezerech k prostému kondičnímu tréninku. S tímto začala nejspíše kolem roku 2000 parta lidí kolem Davea Kalama, Briana Keaulana, Ricka Thomase aj., kteří měli paddleboard jako alternativu, když nebyly pro surfing ideální podmínky. Po několikaleté odmlce a počáteční nedůvěře v masové rozšíření tohoto sportu, se na tento sport kolem roku 2007 zaměřily firmy Starboard a Naish a zavedly produkci paddleboardů do sériové výroby. Po roce 2009 zájem o paddleboarding zažil raketový vzestup nejprve v Americe a poté i v ostatních částech světa. Věnuje se mu široká masa lidí od surferů, windsurferů a později se přidali i kanoisté a kajakáři. Paddleboardingu se věnuje jako kondičnímu tréninku i mnoho cyklistů (např. Alberto Contador), fotbalistů (příkladem je německý fotbalový reprezentační tým, který využil paddleboard pro fyzickou přípravu před MS 2010), ale i rekreačních sportovců, kteří v něm objevili vášeň. Paddleboardu se věnuje i mnoho celebrit, jako Pierce Brosnan, Cindy Crawford, Jennifer Aniston, Kate Hudson, Lewis Hamilton, Rihanna a další.
Přesné datum, kdy se paddleboardy objevily v Česku nelze spolehlivě určit. Výrazný rozvoj byl zaznamenán od roku 2010, v roce 2011 byly pořádány první závody spolu se závody dračích lodí na klidné vodě a se slalomáři na divoké vodě.
Paddleboardisty v ČR sdružuje Český svaz kanoistů, který je součástí nadnárodní International Canoe Association. Závody jsou pořádány právě pod hlavičkou této organizace, stejně tak jako pod hlavičkou České federace SUP jakožto zapsaného spolku u International Surfing Association.

## Vybavení
Vybavení (plováky a pádla) se liší dle účelu používání. Pro začátečníka, ale i pro extrémního jezdce na divoké vodě je nejlepší volbou nafukovací nebo polyetylenový board, který je prakticky nemožné zničit, a vario pádlo s nastavitelnou délkou žerdi tak, aby si mohl najít tu, která mu nejlépe vyhovuje. Vodítkem pro fitness pádlování může být doporučení délky pádla, aby přesahovalo výšku jezdce o 25–30 cm. Rychlostní plováky i pádla jsou delší, do vln a peřejí se naopak používají kratší.